# Grand Prix Nizozemska 1955
Grand Prix Nizozemska 1955 (oficiálně V Grote Prijs van Nederland) se jela na okruhu Circuit Zandvoort v Zandvoortu v Nizozemsku dne 19. června 1955. Závod byl pátým v pořadí v sezóně 1955 šampionátu Formule 1.

## Kvalifikace
| Poř.   | No. | Jezdec                 | Konstruktér | Čas    | Ztráta |
| ------ | --- | ---------------------- | ----------- | ------ | ------ |
| 1      | 8   | Juan Manuel Fangio     | Mercedes    | 1:40.0 | —      |
| 2      | 10  | Stirling Moss          | Mercedes    | 1:40.4 | +0.4   |
| 3      | 12  | Karl Kling             | Mercedes    | 1:41.1 | +1.1   |
| 4      | 18  | Luigi Musso            | Maserati    | 1:41.2 | +1.2   |
| 5      | 2   | Mike Hawthorn          | Ferrari     | 1:41.5 | +1.5   |
| 6      | 14  | Jean Behra             | Maserati    | 1:41.5 | +1.5   |
| 7      | 16  | Roberto Mieres         | Maserati    | 1:42.1 | +2.1   |
| 8      | 4   | Maurice Trintignant    | Ferrari     | 1:42.4 | +2.4   |
| 9      | 6   | Eugenio Castellotti    | Ferrari     | 1:42.7 | +2.7   |
| 10     | 26  | Peter Walker           | Maserati    | 1:44.9 | +4.9   |
| 11     | 20  | Robert Manzon          | Gordini     | 1:46.0 | +6.0   |
| 12     | 24  | Jacques Pollet         | Gordini     | 1:48.6 | +8.6   |
| 13     | 28  | Louis Rosier           | Maserati    | 1:49.2 | +9.2   |
| 14     | 22  | Hermano da Silva Ramos | Gordini     | 1:50.2 | +10.2  |
| 15     | 32  | Horace Gould           | Maserati    | 1:50.4 | +10.4  |
| 16     | 30  | Johnny Claes           | Ferrari     | 1:53.3 | +13.3  |
| Zdroj: |     |                        |             |        |        |

## Závod
| Poř.   | No. | Jezdec                 | Konstruktér | Počet kol | Čas/Odstoupení | Pořadí na startu | Body |
| ------ | --- | ---------------------- | ----------- | --------- | -------------- | ---------------- | ---- |
| 1      | 8   | Juan Manuel Fangio     | Mercedes    | 100       | 2:54:23.8      | 1                | 8    |
| 2      | 10  | Stirling Moss          | Mercedes    | 100       | +0.3           | 2                | 6    |
| 3      | 18  | Luigi Musso            | Maserati    | 100       | +57.1          | 4                | 4    |
| 4      | 16  | Roberto Mieres         | Maserati    | 99        | +1 kolo        | 7                | 4    |
| 5      | 6   | Eugenio Castellotti    | Ferrari     | 97        | +3 kola        | 9                | 2    |
| 6      | 14  | Jean Behra             | Maserati    | 97        | +3 kola        | 6                |      |
| 7      | 2   | Mike Hawthorn          | Ferrari     | 95        | +5 kol         | 5                |      |
| 8      | 22  | Hermano da Silva Ramos | Gordini     | 92        | +8 kol         | 14               |      |
| 9      | 28  | Louis Rosier           | Maserati    | 92        | +8 kol         | 13               |      |
| 10     | 24  | Jacques Pollet         | Gordini     | 90        | +10 kol        | 12               |      |
| 11     | 30  | Johnny Claes           | Ferrari     | 88        | +12 kol        | 16               |      |
| Ret    | 4   | Maurice Trintignant    | Ferrari     | 65        | Převodovka     | 8                |      |
| Ret    | 20  | Robert Manzon          | Gordini     | 44        | Převodovka     | 11               |      |
| Ret    | 32  | Horace Gould           | Maserati    | 23        | Smyk           | 15               |      |
| Ret    | 12  | Karl Kling             | Mercedes    | 21        | Smyk           | 3                |      |
| Ret    | 26  | Peter Walker           | Maserati    | 2         | Ložisko        | 10               |      |
| Zdroj: |     |                        |             |           |                |                  |      |

Poznámky
1. ↑  Roberto Mieres získal jeden bod za zajetí nejrychlejšího kola.

## Průběžné pořadí po závodě
Pohár jezdců
|        | Pořadí | Jezdec              | Body   |
| ------ | ------ | ------------------- | ------ |
|        | 1      | Juan Manuel Fangio  | 27     |
| 3      | 2      | Stirling Moss       | 13     |
| 1      | 3      | Maurice Trintignant | 11 1⁄3 |
| 1      | 4      | Nino Farina         | 10 1⁄3 |
| 1      | 5      | Bob Sweikert        | 8      |
| Zdroj: |        |                     |        |